# オールバニ・パトルーンズ
オールバニ・パトルーンズ（Albany Patroons）は北米プレミア・バスケットボール（以下NAPB）に加盟しているアメリカ合衆国のプロバスケットボールチーム。

## 歴史

### 初期
チーム創設は1982年。ワシントンアベニュー・アルモリーをホームアリーナにした。創設初期の1984年と1988年の2回、優勝を果たしている。初優勝を導いたヘッドコーチは、後にNBAで複数回の優勝を果たすフィル・ジャクソンである。また、2回目の優勝時のヘッドコーチはビル・マッセルマン（ミネソタ・ティンバーウルブズの1989年創設時のヘッドコーチでもある）
1990-91シーズンは50勝6敗の好成績を記録した。このときのヘッドコーチもまた、NBAで豊富なコーチ経験を誇っているジョージ・カールである。また、当時のメンバーには元NBA選手でもあるマリオ・エリーやVincent Askewが在籍していた。
1992-93シーズンの後、地元企業の後援を受けてキャピタルレジョン・ポンティアックスにチーム名が変更。1年後、再びチーム名がハートフォート・ヘルキャッツに変更され、その後もフランチャイズが移動している（公式サイトによれば、2005年にCBAに復帰するまで、大元のパトルーンズは消滅していたという見方が強い）

### 2005年以降
10年以上に及ぶリーグ不参加の後、2005-06シーズンにCBAへ再び加盟した。そして、元NBA選手で1987-88シーズンにはパトルーンズに在籍したマイケル・レイ・リチャードソンがヘッドコーチに就任した。また2006年には春季に開催されるUSBLに新たに加盟した。